# Digitaria gentilis
Digitaria gentilis är en gräsart som beskrevs av Johannes Jan Theodoor Henrard. Digitaria gentilis ingår i släktet fingerhirser, och familjen gräs. Inga underarter finns listade i Catalogue of Life.